# Cronologia do Holocausto
Esta é uma cronologia do Holocausto.

## 1933
- 30 de janeiro: Adolf Hitler é nomeado Chanceler da Alemanha pelo presidente Paul von Hindenburg.
- 22 de março: É construído o primeiro campo de concentração em Dachau.
- 1 de abril: Boicote aos negócios e lojas de propriedade judaica na Alemanha.
- 7 de abril: Decreto afasta os judeus do funcionalismo público, do exército e das universidades.
- 26 de abril: É criada a Gestapo, a polícia secreta alemã, por Hermann Göring, no estado alemão da Prússia.
- 10 de maio: Os livros de autores judeus são queimados em Berlim.
- 14 de julho: A Lei para a Prevenção da Descendência com Doenças Hereditárias é aprovada pela Alemanha. Lei tira o direito dos imigrantes judeus da Polônia de sua cidadania alemã.

## 1934
- 2 de janeiro: Os judeus são proibidos da Frente Trabalhista Alemã.
- 17 de maio: Os judeus não são permitidos o seguro de saúde nacional.
- 2 de agosto: Morre o presidente alemão Paul von Hindenburg. Hitler anuncia-se Führer e Reichskanzler (chefe e Chanceler do Reich). As forças armadas devem jurar lealdade e obediência a Hitler.

## 1935
- 16 de março: Alemanha introduz o recrutamento obrigatório para o serviço militar.
- 31 de maio: Judeus são proibidos de servir ou entrar nas forças armadas da Alemanha.
- 15 de setembro: Leis de Nuremberg (ou Lei para a Proteção do Sangue e da Honra Alemães) são adotadas pela Alemanha Nazista.
- 15 de novembro: Alemanha define “Judeu” alguém com três avós judeus; alguém com dois avós judeus é identificado legalmente como um judeu caso cumprisse determinadas condições das leis de Nuremberg ou era definido como Mischling (mestiço).

## 1936
- 3 de março: Médicos judeus são proibidos de praticar medicina nas instituições alemãs.
- 7 de março: Alemães ocupam a Renânia que tinha sido desmilitarizada pelo Tratado de Versalhes.
- 17 de junho: Himmler é nomeado chefe da polícia política alemã.
- Julho: Abre o campo de concentração de Sachsenhausen.
- 25 de outubro: Hitler e Mussolini formam a aliança do Eixo Roma – Berlim.

## 1937
- 15 de julho: Abre o campo de concentração de Buchenwald.

## 1938
- 13 de março: Anchluss: incorporação da Áustria na Alemanha. Todos os decretos anti-semitas são imediatamente aplicados na Áustria.
- 26 de abril: É feito um cadastro com os bens e as propriedades de todos os judeus.
- 6 de julho: Conferência de Evian, França, sobre o problema dos refugiados judeus.
- 1 de agosto: É criado o Departamento de Emigração Judaica para forçar os judeus a saírem da Alemanha e da Áustria.
- 3 de agosto: Itália decreta leis anti-semitas.
- 30 de setembro: Grã-Bretanha, França concordam com a Alemanha ocupar o país dos Sudetas que pertencia à Tchecoslováquia Ocidental.
- 5 de outubro: Solicitação pelas autoridades suíças de marcas alemãs em todos os passaportes judeus com um “J” para limitar a entrada de judeus na Suíça.
- 28 de outubro: 17.000 judeus polacos que vivem na Alemanha são expulsos; os polacos dão-lhes asilo.
- 7 de novembro: O diplomata alemão, Ernst vom Rath é assassinado pelo judeu Herschel Grynszpan, em Paris, França.
- 9 a 10 de novembro: Kristallnacht (Noite de Cristal) – Primeiras grandes perseguições aos judeus na Alemanha, Áustria e no país dos sudetas: 200 sinagogas destruídas; 7500 lojas de judeus roubadas; 30.000 homens judeus foram enviados para campos de concentração (Dachau, Buchenwald, Sachsenhalsen).

## 1939
- 1 de setembro: As tropas alemãs invadem a Polônia.